# Russula fragilis
Russula fragilis (Christian Hendrik Persoon, 1801 ex Elias Magnus Fries, 1838), denumită în popor vinețica ursului, este o  specie de ciuperci otrăvitoare a încrengăturii Basidiomycota din familia Russulaceae și de genul Russula care coabitează, fiind un simbiont micoriza (formează micorize pe rădăcinile arborilor). Ea precum variațiile ei se pot găsi în România, Basarabia și Bucovina de Nord, crescând solitare sau în grupuri mai mici, preferat pe sol acid pe teren umed mlăștinos, dar și pe cel nisipos, în păduri de conifere și de foioase, sub carpeni, fagi, mesteceni, plopi, stejari respectiv pini. Timpul apariției este din iunie până în octombrie (noiembrie).

## Descriere

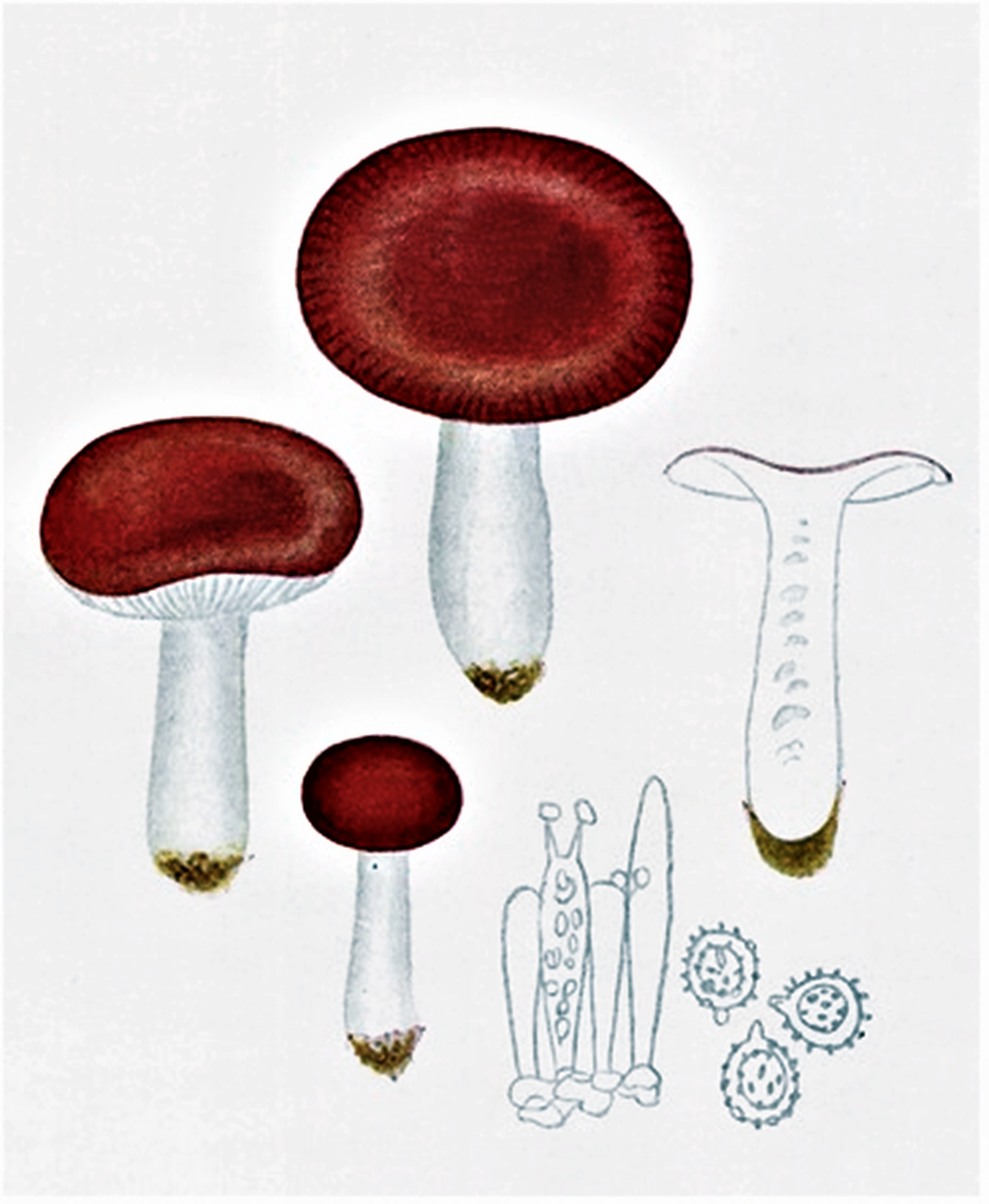
Bres.: Russula fragilis

- Pălăria: este fragilă, destul de mică pentru ciuperci plin dezvoltate ale acestui gen cu un diametru de aproximativ 3-6 (8) cm, inițial semisferică cu marginea răsfrântă spre picior, apoi din ce în ce mai plată și la sfârșitul maturizării adâncită și cu caneluri evidente la margine. Cuticula se poate îndepărta ușor aproape în întregime, fiind netedă și mată, dar lucioasă când vremea este umedă. Culoarea diferă tare în diverse nuanțe de roșu și violet, câteodată cu tonuri gălbuie sau verzuie, cu centrul mai închis brun-verzui și deseori cu pete albăstruie, decolorându-se curând.
- Lamelele: sunt destul de depărtate între ele, subțiri, sfărâmicioase, de aceeași lungime, cu muchii zimțate și nu aderate la picior, devenind la maturitate ceva bulboase. Coloritul este alb, în vârstă nu rar cu tonuri gri.
- Piciorul: are o înălțime de 5-8 cm și o lățime de 1,2-1,5 cm, este neted pe dinafară, relativ cilindric, în tinerețe plin, cu timpul împăiat, fiind adesea mai lung decât diametrul pălăriei. Culoarea tijei este albă, aproape vaporoasă, cu tendința de a se îngălbenii la maturitate sau secete.
- Carnea: este albă, fragilă și relativ moale, având un miros plăcut, fructuos-dulcișor de bomboane sau cocos precum un gust respingător și extrem de iute (efect de abia după câteva secunde).[3][4]
- Caracteristici microscopice: are spori cu o mărime de 7,2-9,5 x 6-7,5 (8) microni, rotunjori până slab elipsoidali, cu mici negi turtiți și reticulați între ei precum slab amiloizi (ce înseamnă colorabilitatea structurilor tisulare folosind reactivi de iod). Pulberea lor este albă. Basidiile cu 4 sterigme fiecare măsoară 35-40 x 7-9 microni. Cistidele (elemente sterile situate în stratul himenal sau printre celulele din pielița pălăriei și a piciorului, probabil cu rol de excreție) sunt fusiforme cu o dimensiune de 50-70 x 8-12 microni.[5]
- Reacții chimice: Carnea buretelui se decolorează cu tinctură de Guaiacum încet slab albastru-verzui (fără reacție după 10 secunde, procesul începe de abia după aproximativ 30 de secunde).[6]

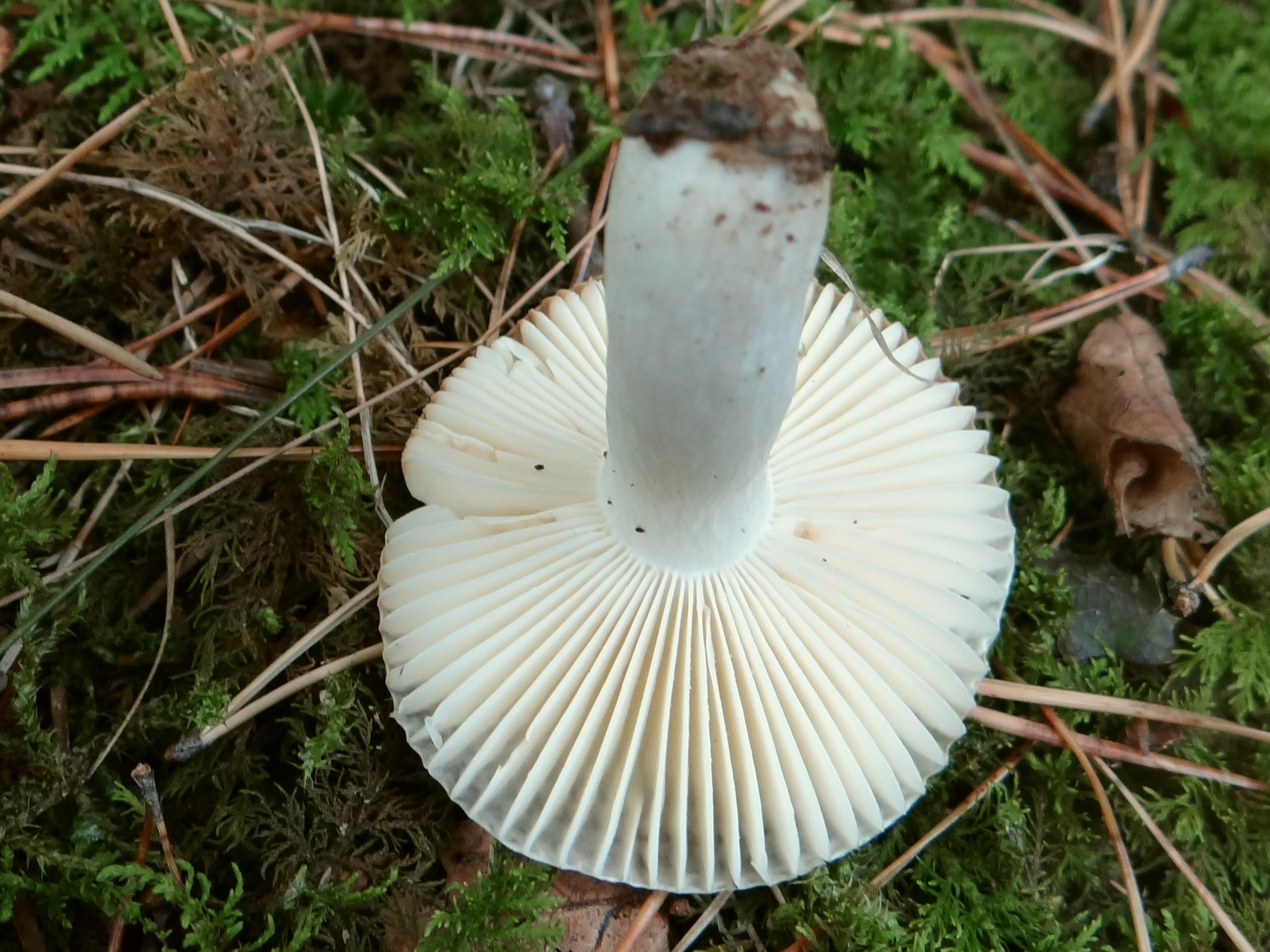
R. fragilis, lamele și picior
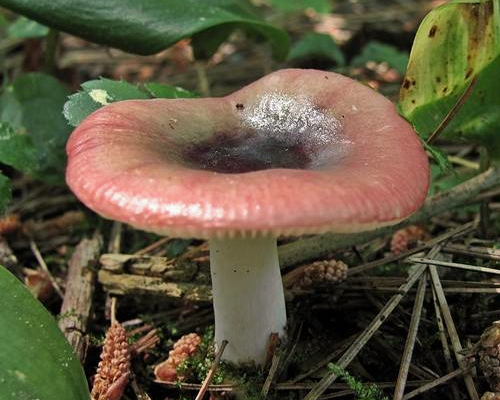
R. fragilis, aspect lateral
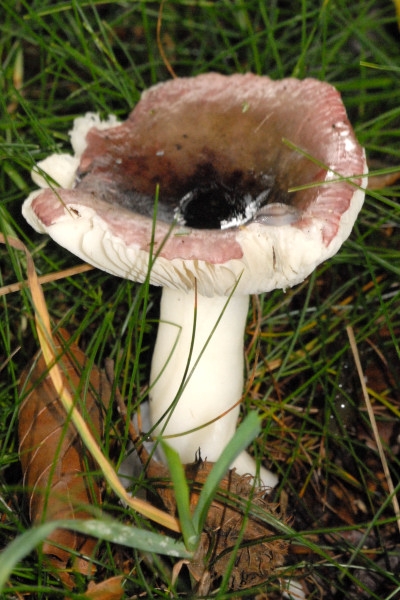
R. fragilis bătrână
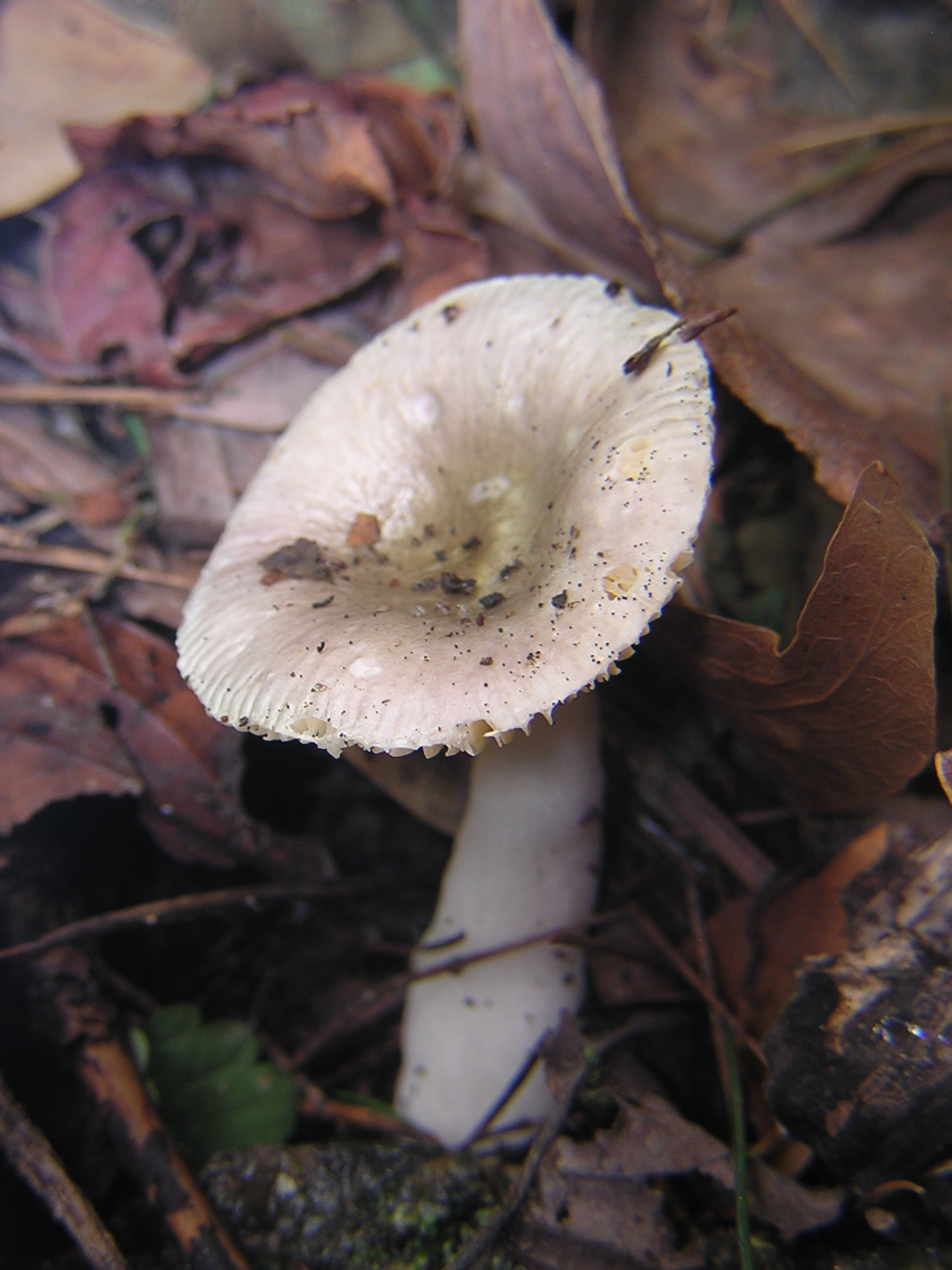
R. fragilis decolorată

## Confuzii
Vinețica ursului se poate confunda cu alte soiuri otrăvitoare ca de exemplu variațiile ei Russula betularum, Russula emetica Russula grisescens, Russula silvicola sin. Russula silvestris și în special cu Russula nobilis (vinețica nobilă) sau cu Russula lilacea sin. Russula carnicolor (comestibilă), Russula luteotacta, Russula mesospora sin. Russula intermedia, Russula persicina, Russula pseudointegra, Russula rhodopus, Russula rubra,  Russula sanguinea respectiv Russula violacea.
De asemenea, Russula fragilis poate fi confundată cu specii comestibile cum sunt: Russula aurea, Russula decipiens, Russula decolorans, Russula integra, Russula rosea sin. Russula lepida, Russula paludosa, Russula vesca (se decolorează cu sulfat de fier portocaliu-roșu)  sau Russula xerampelina.

## Specii asemănătoare în imagini

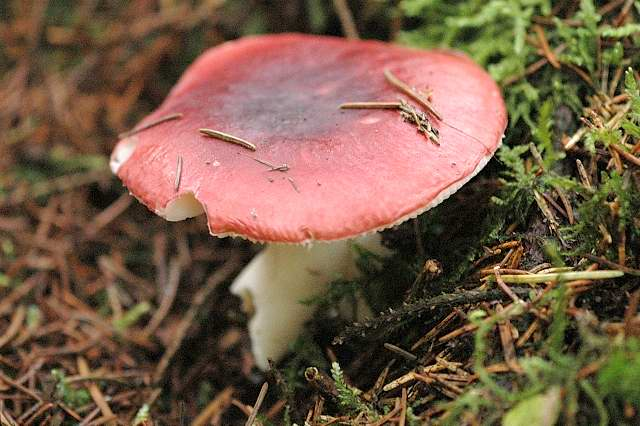
!Russula.badia!
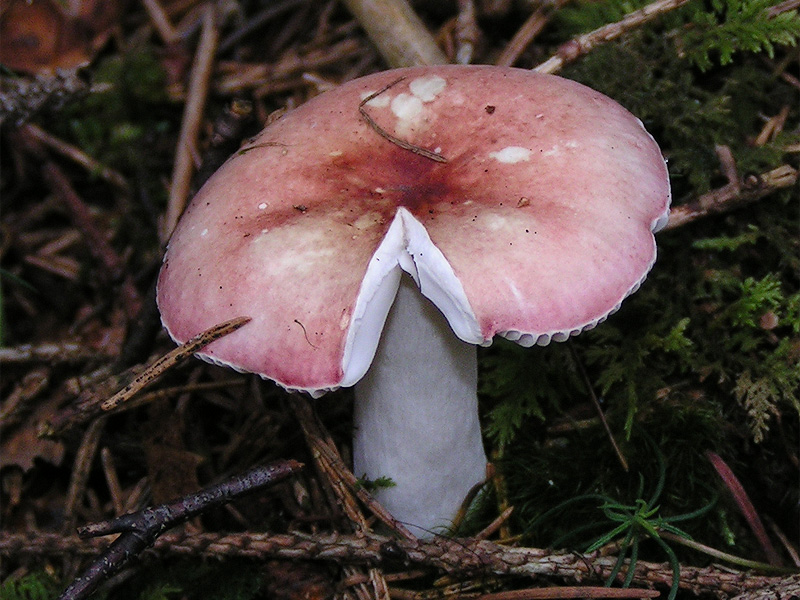
!!R. betularum!!
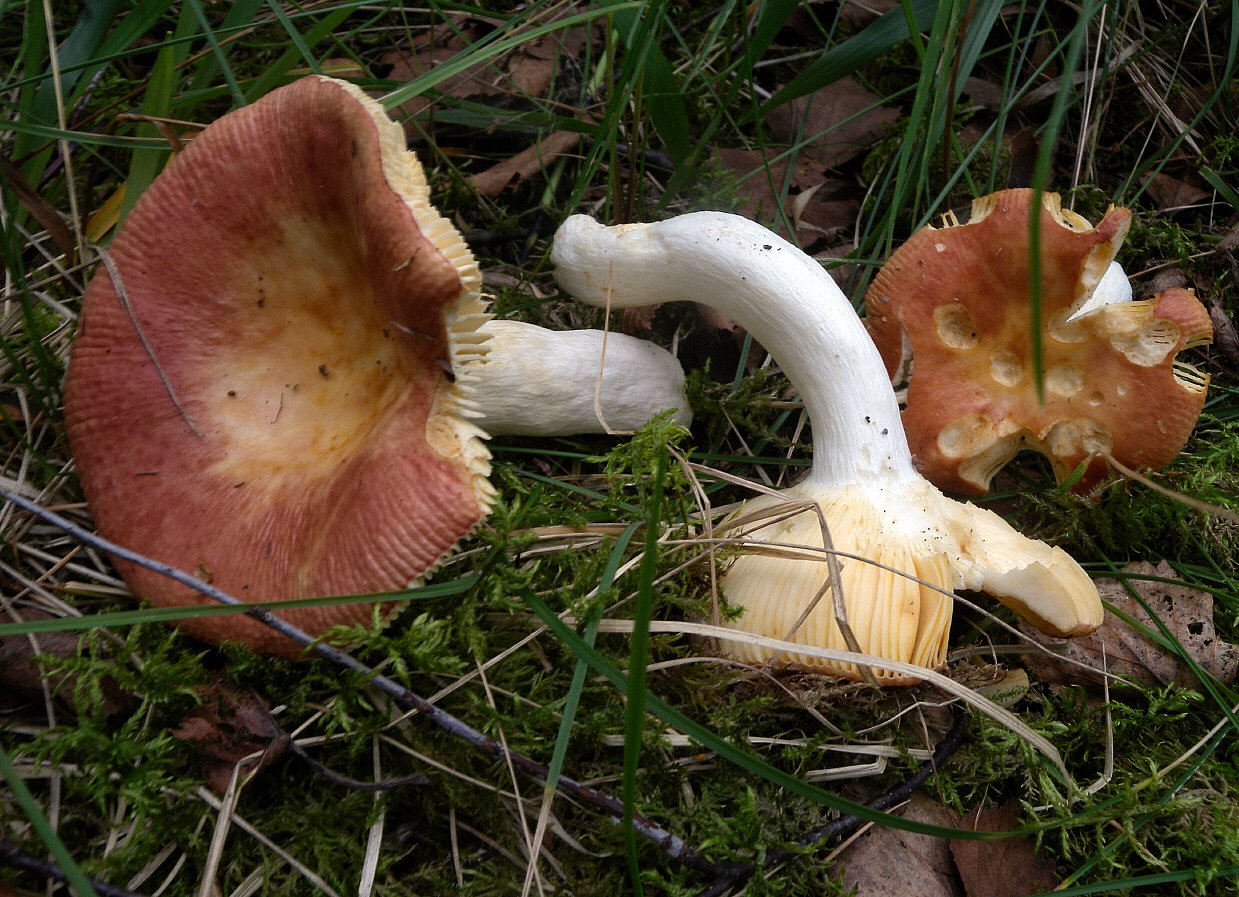
!Russula mesospora!
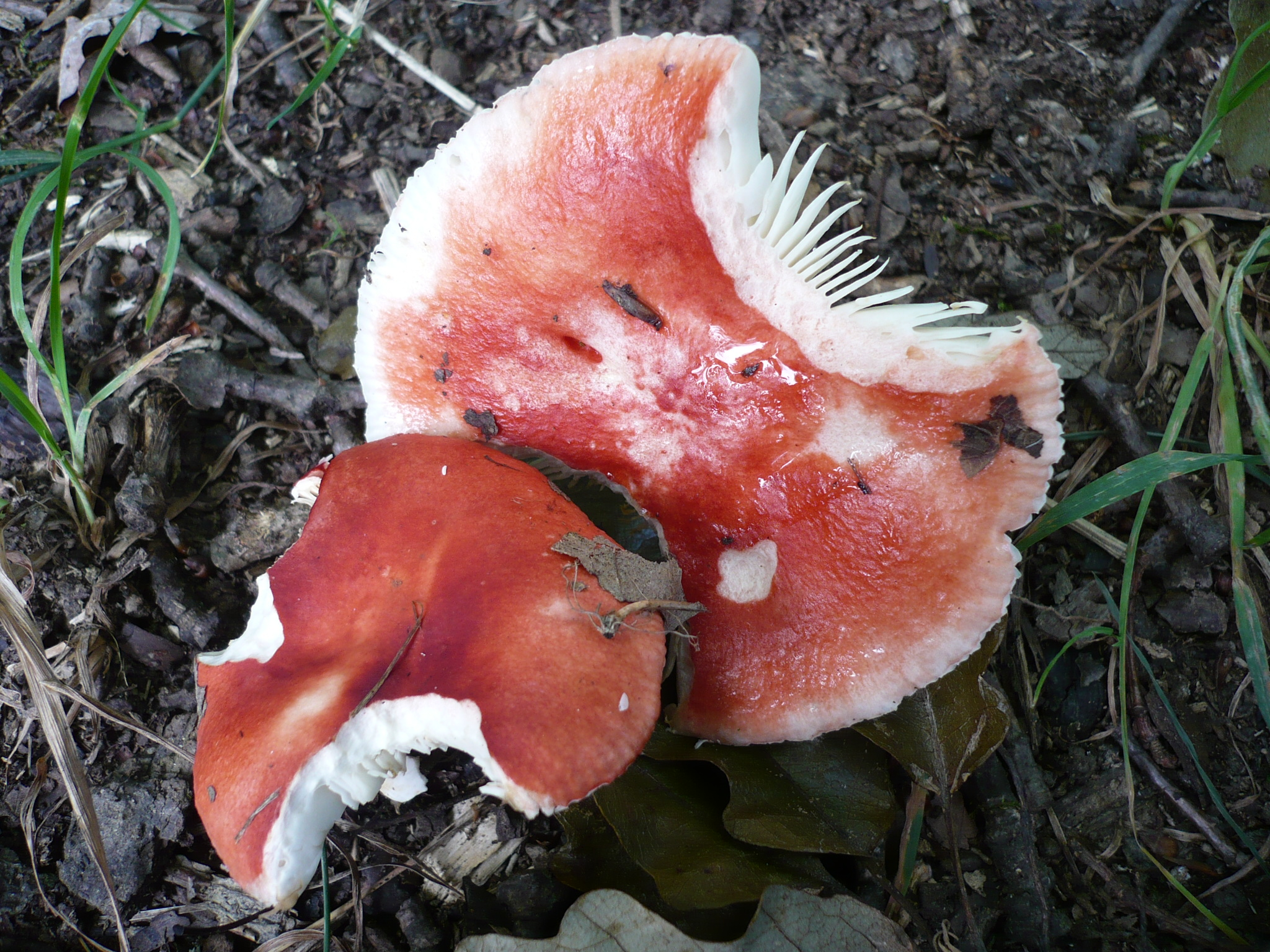
!Russula luteotacta!
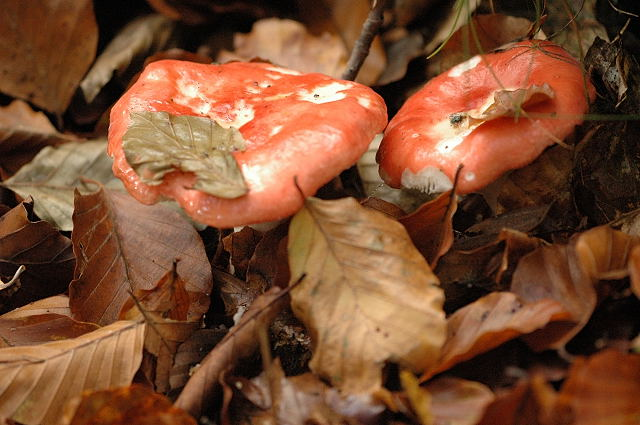
!!Russula nobilis!!
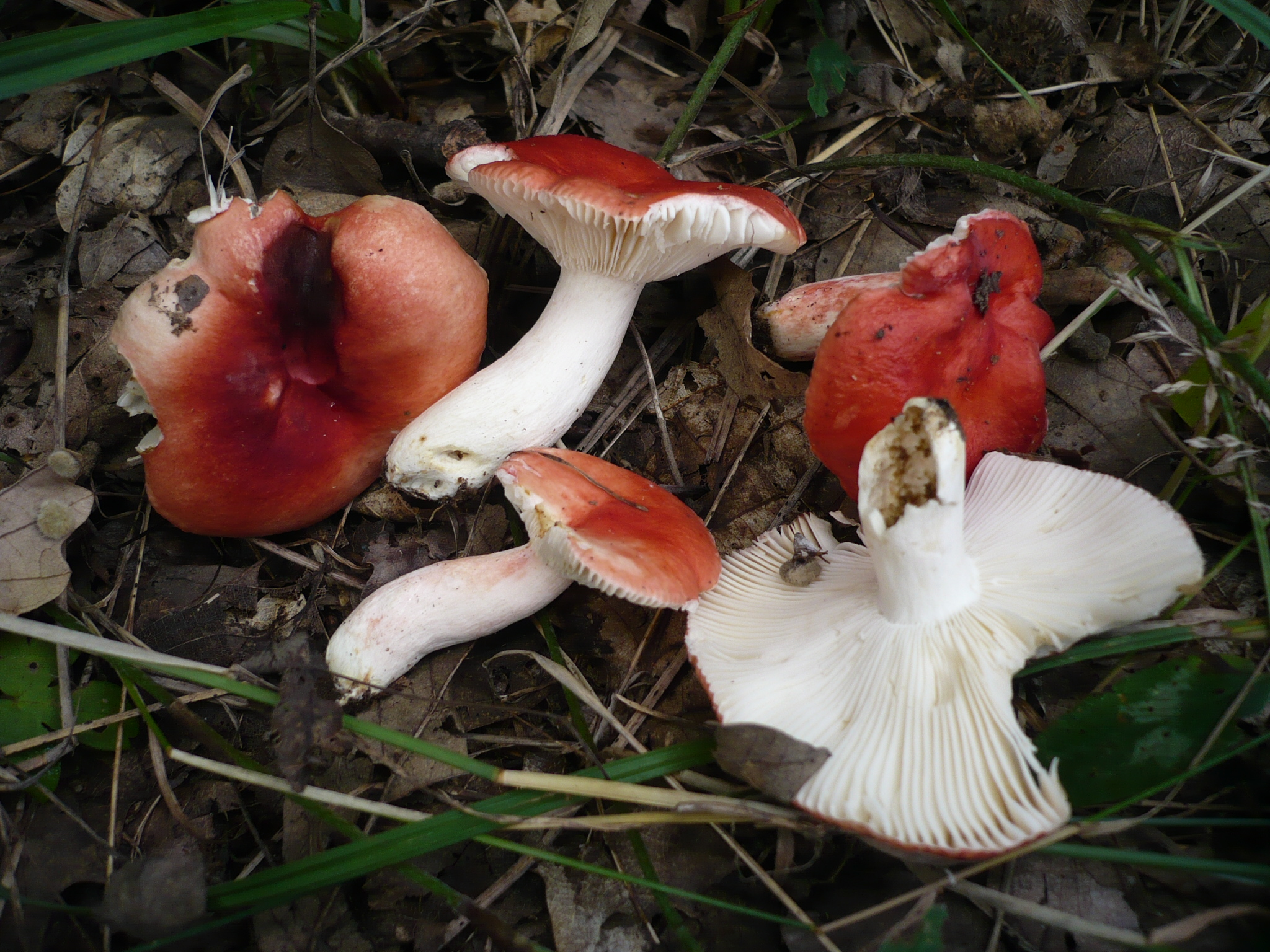
!Russula persicina!
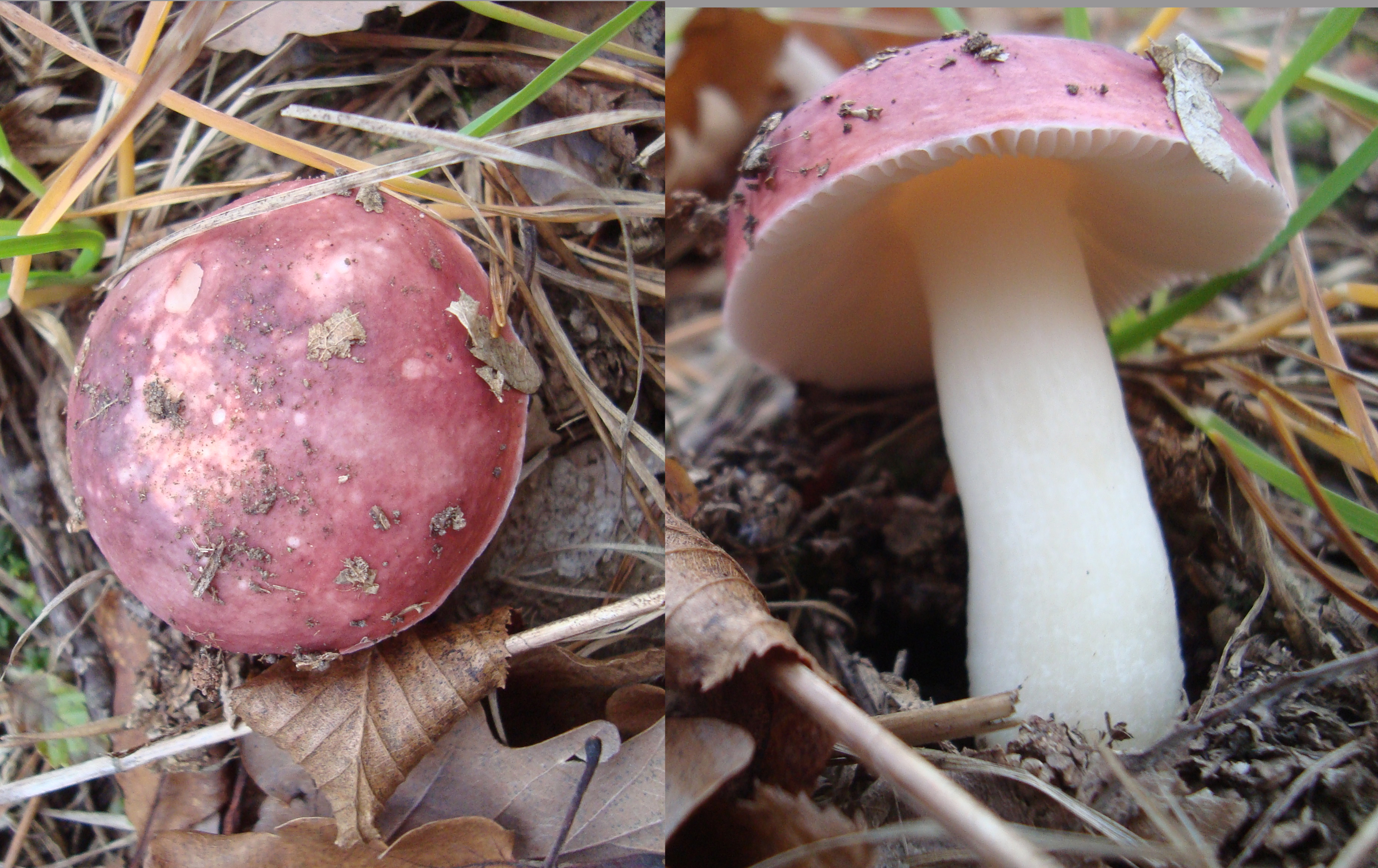
!Russula pseudointegra!
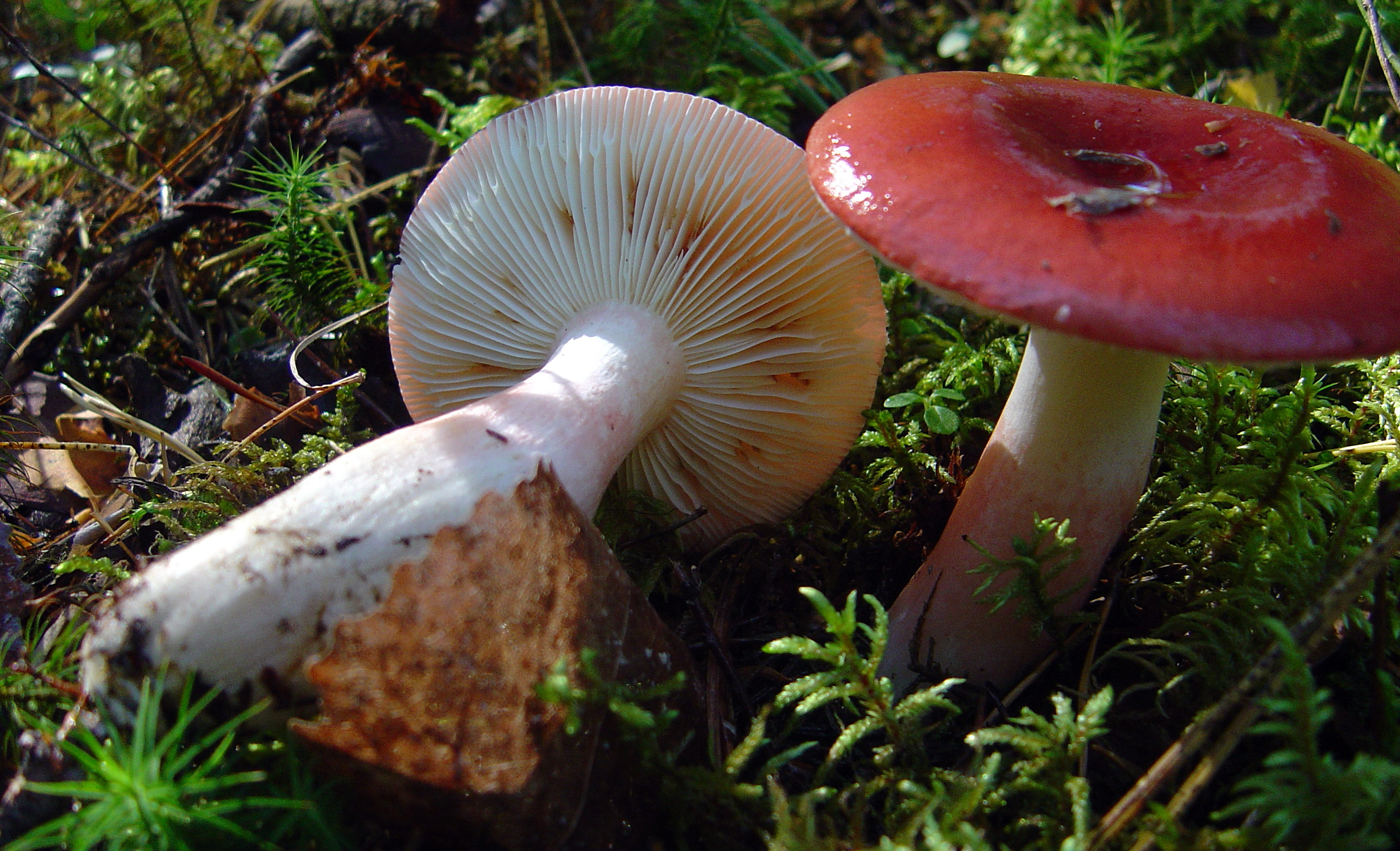
!Russula rhodopus!
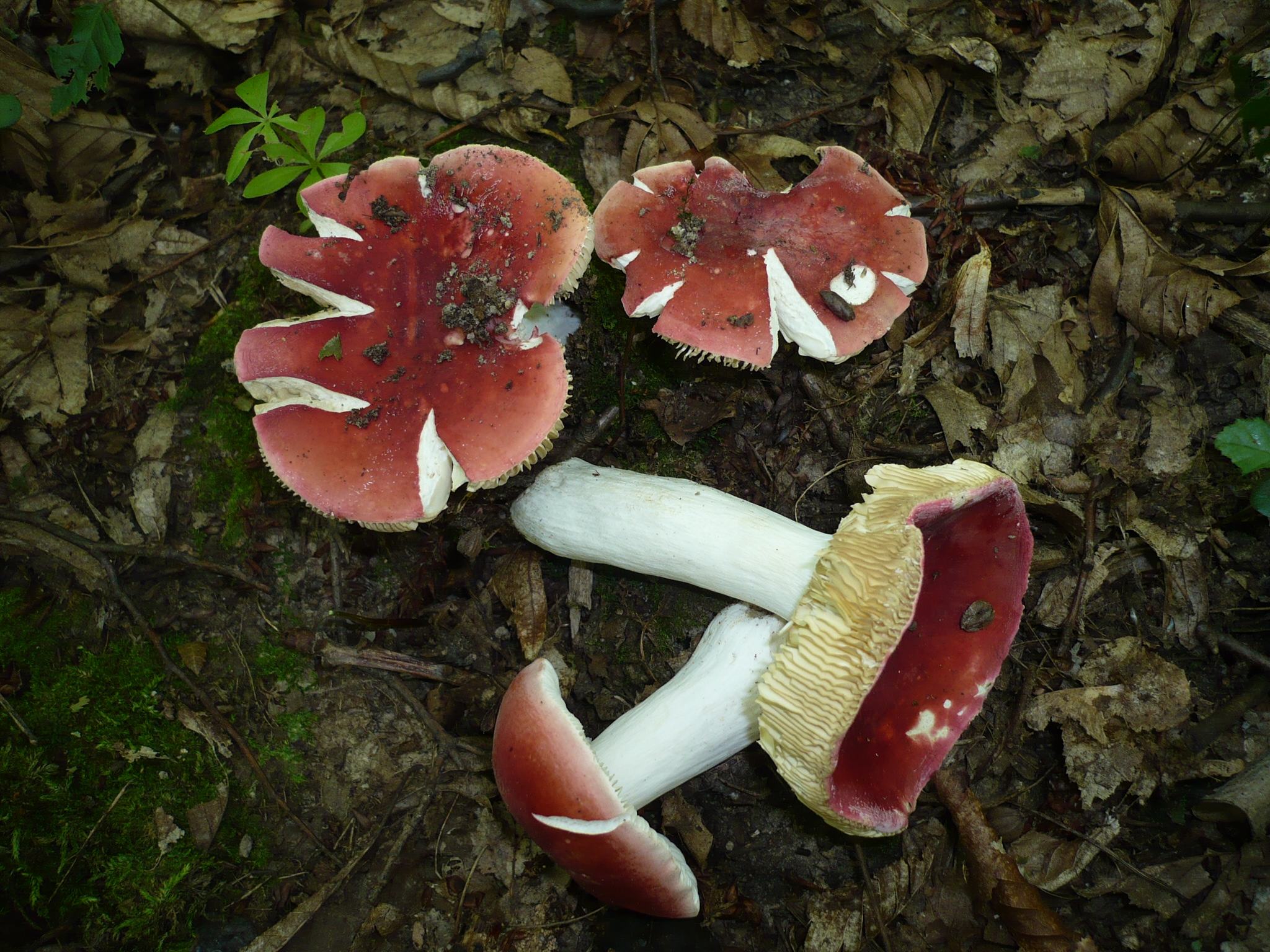
!Russula rubra!
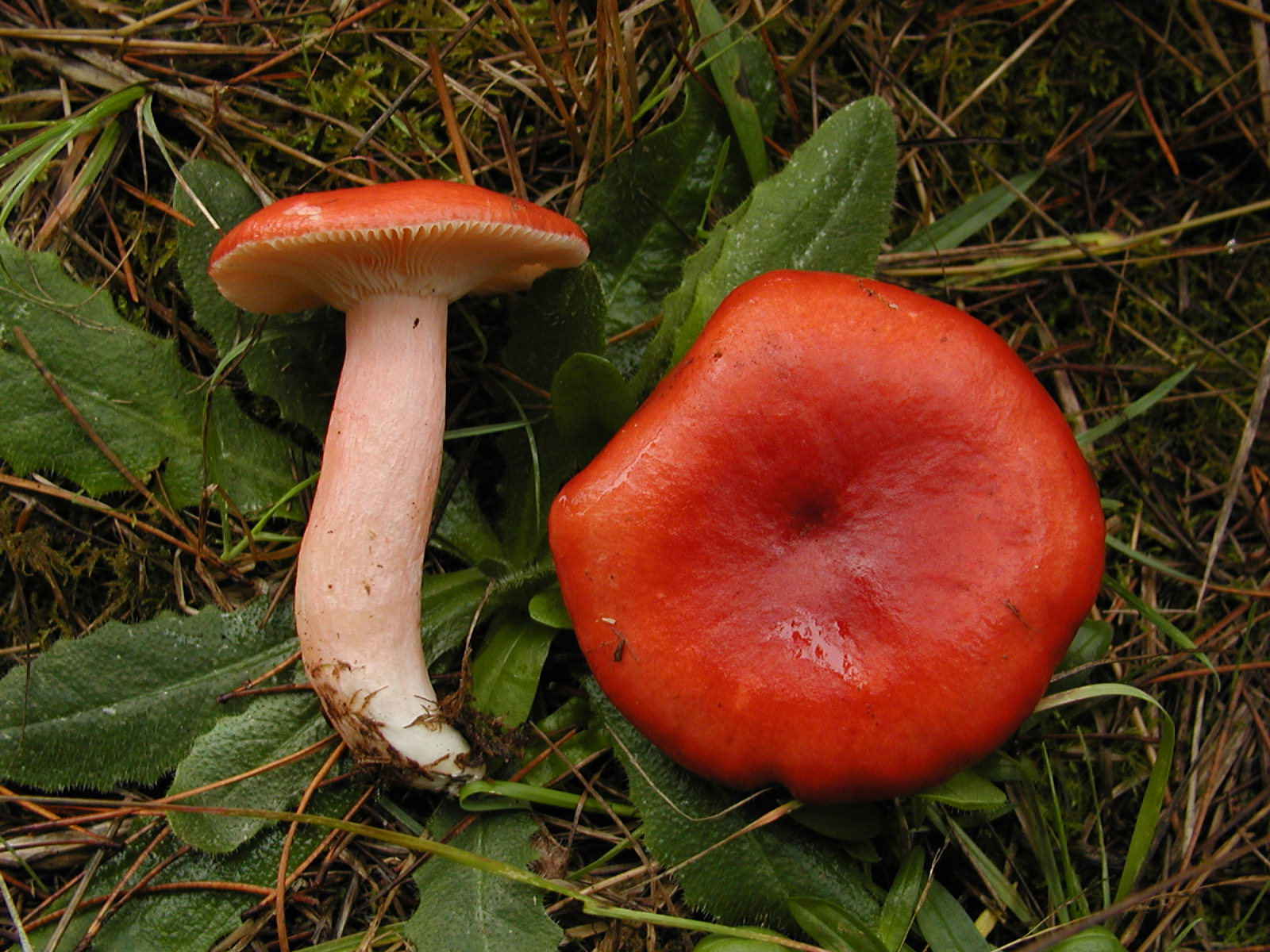
!Russula sanguinea!

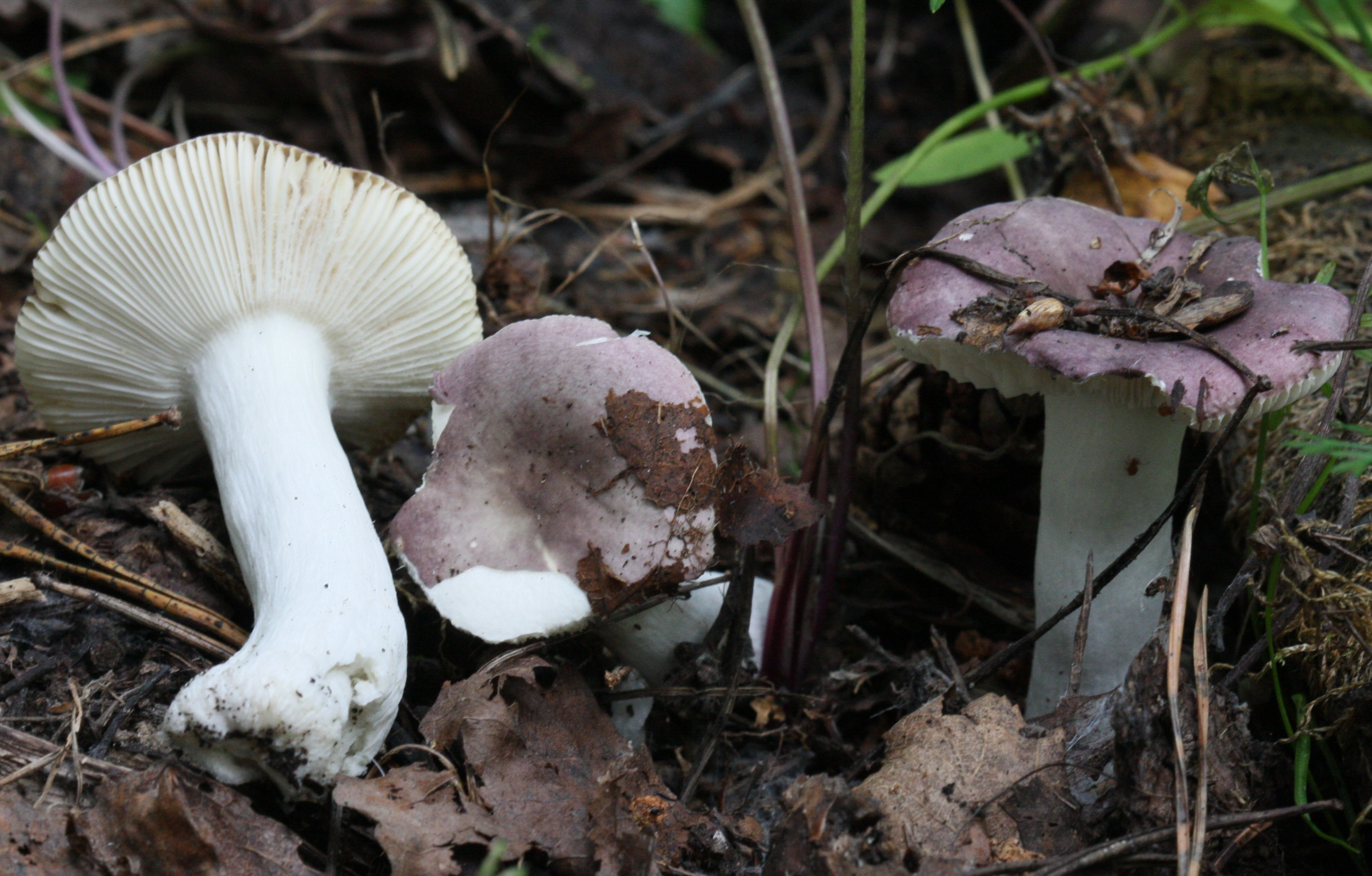
!Russula violacea!
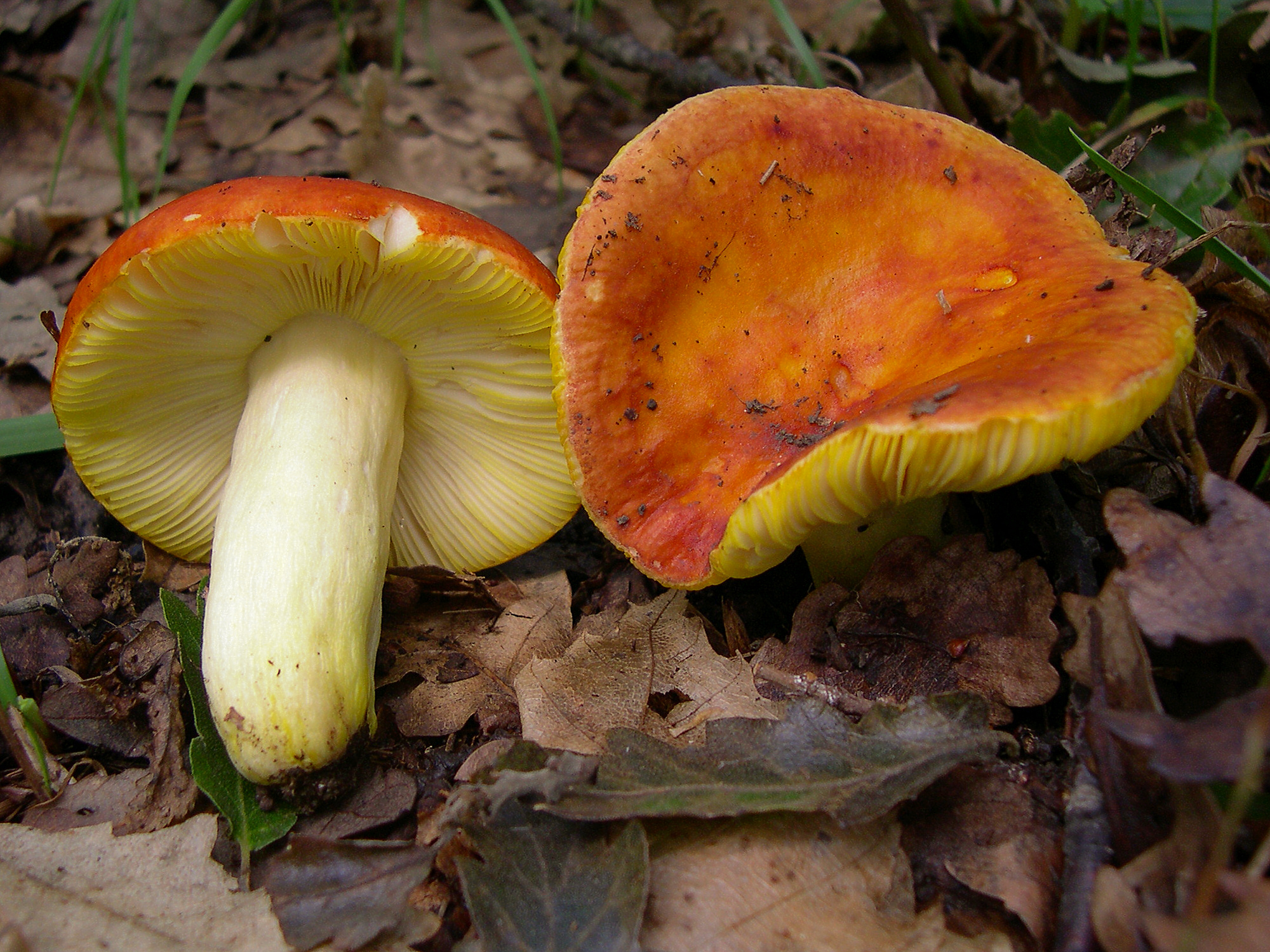
Russula aurea
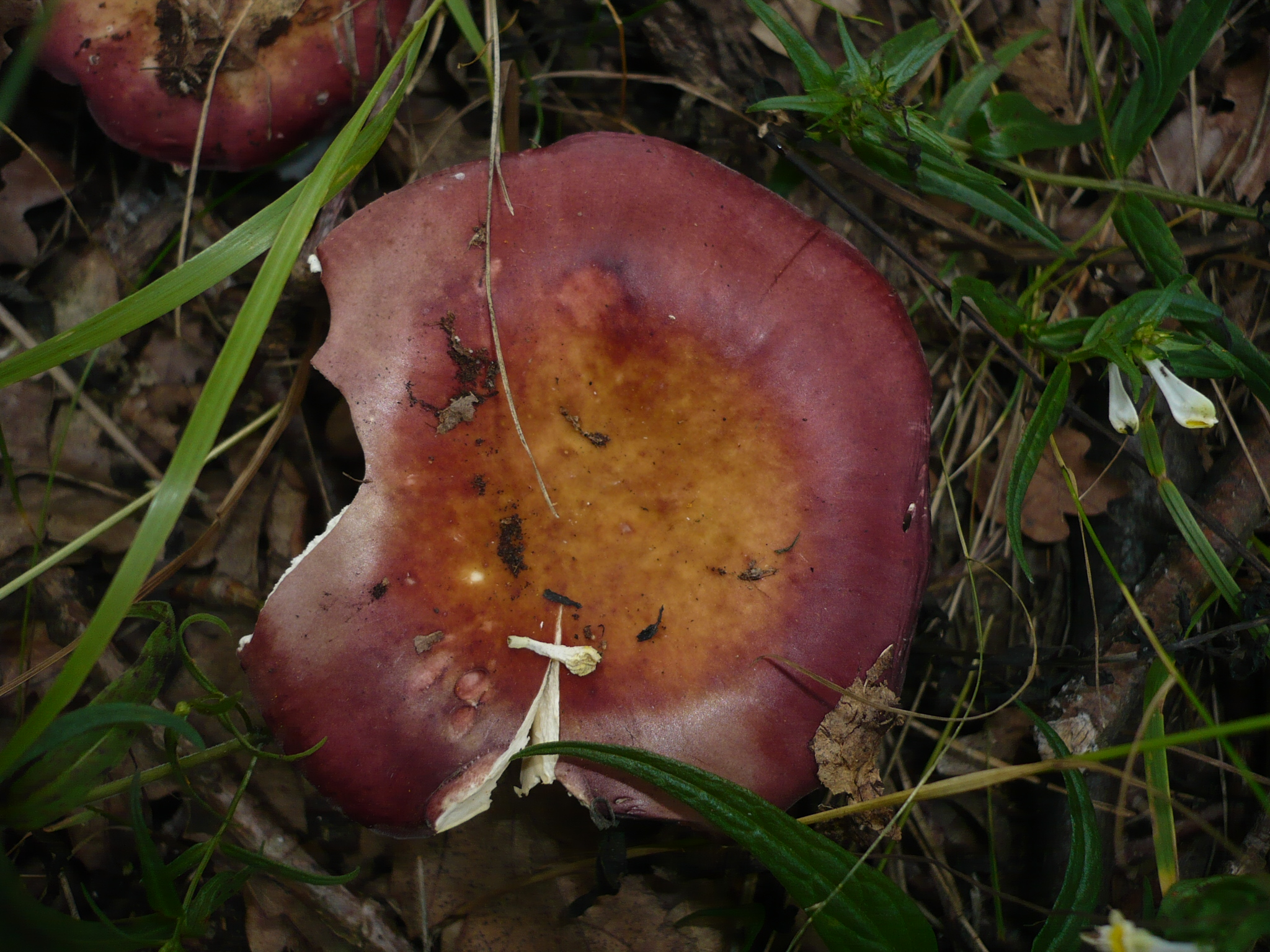
Russula decipiens
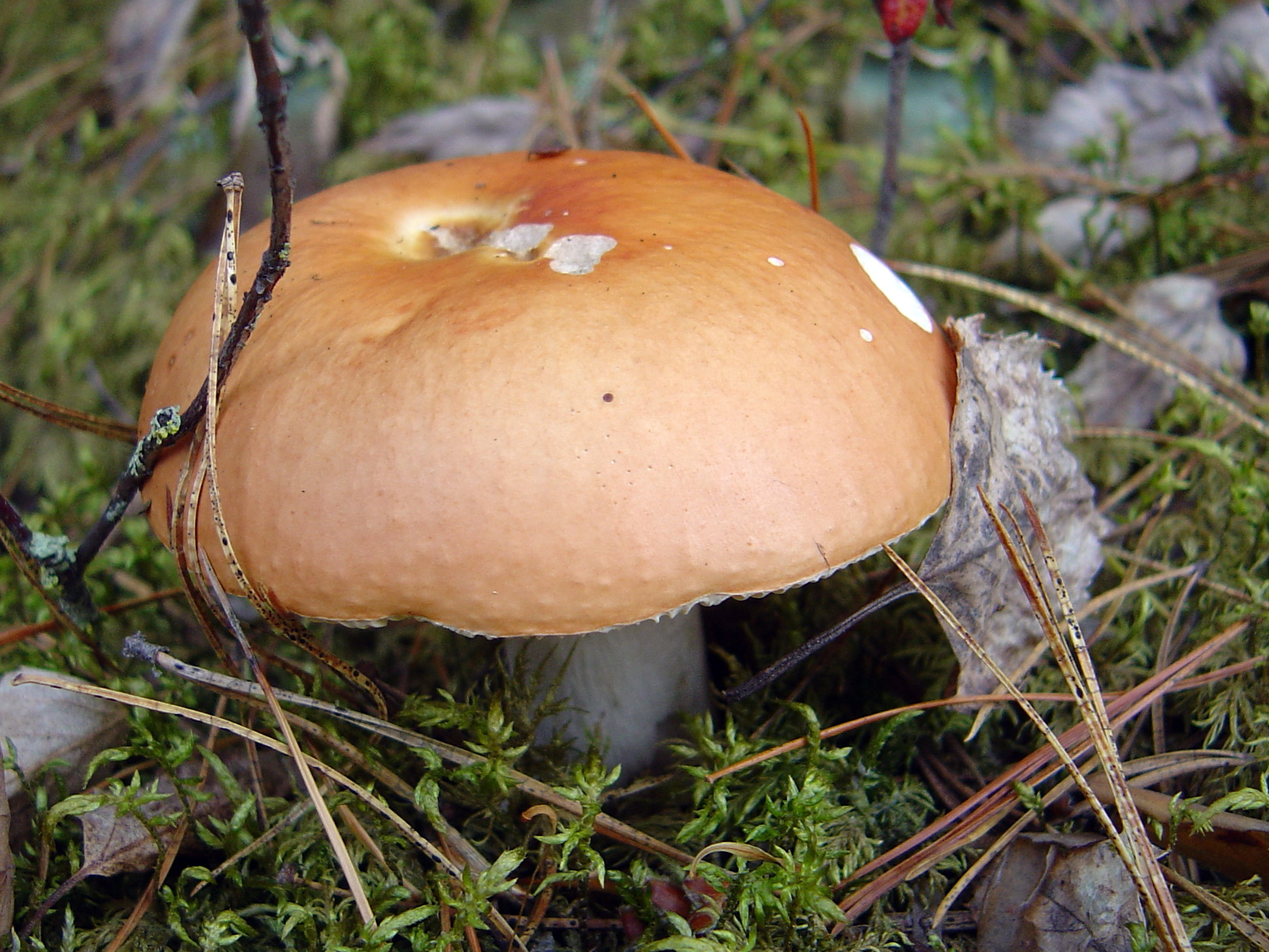
Russula decolorans
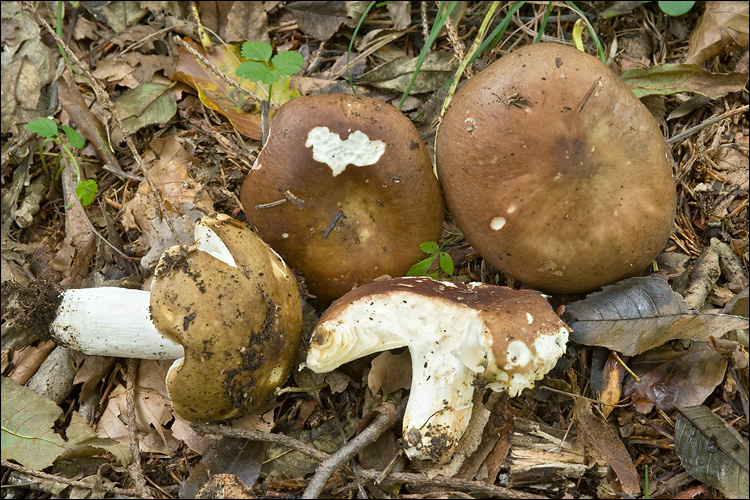
Russula integra
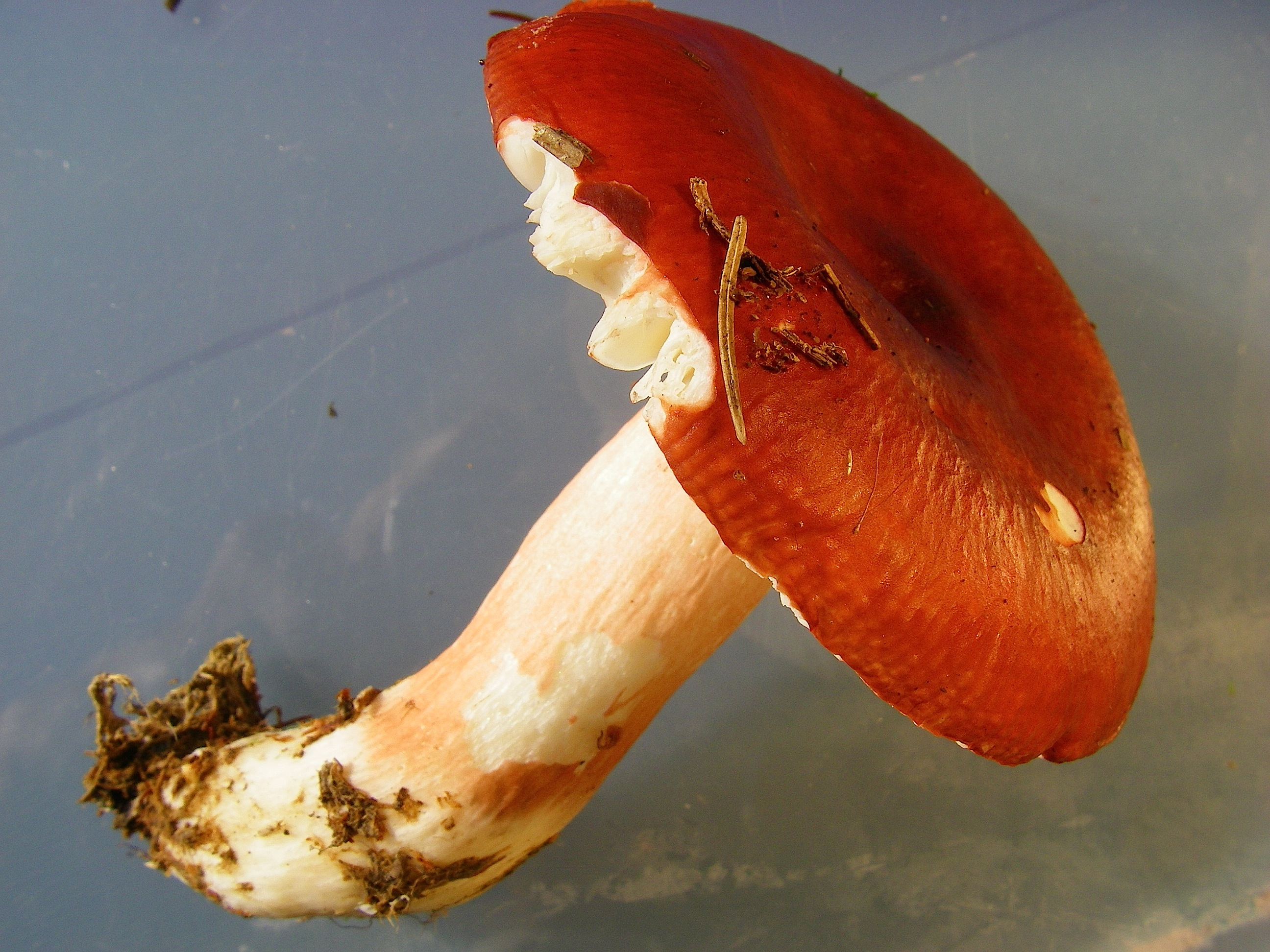
Russula paludosa
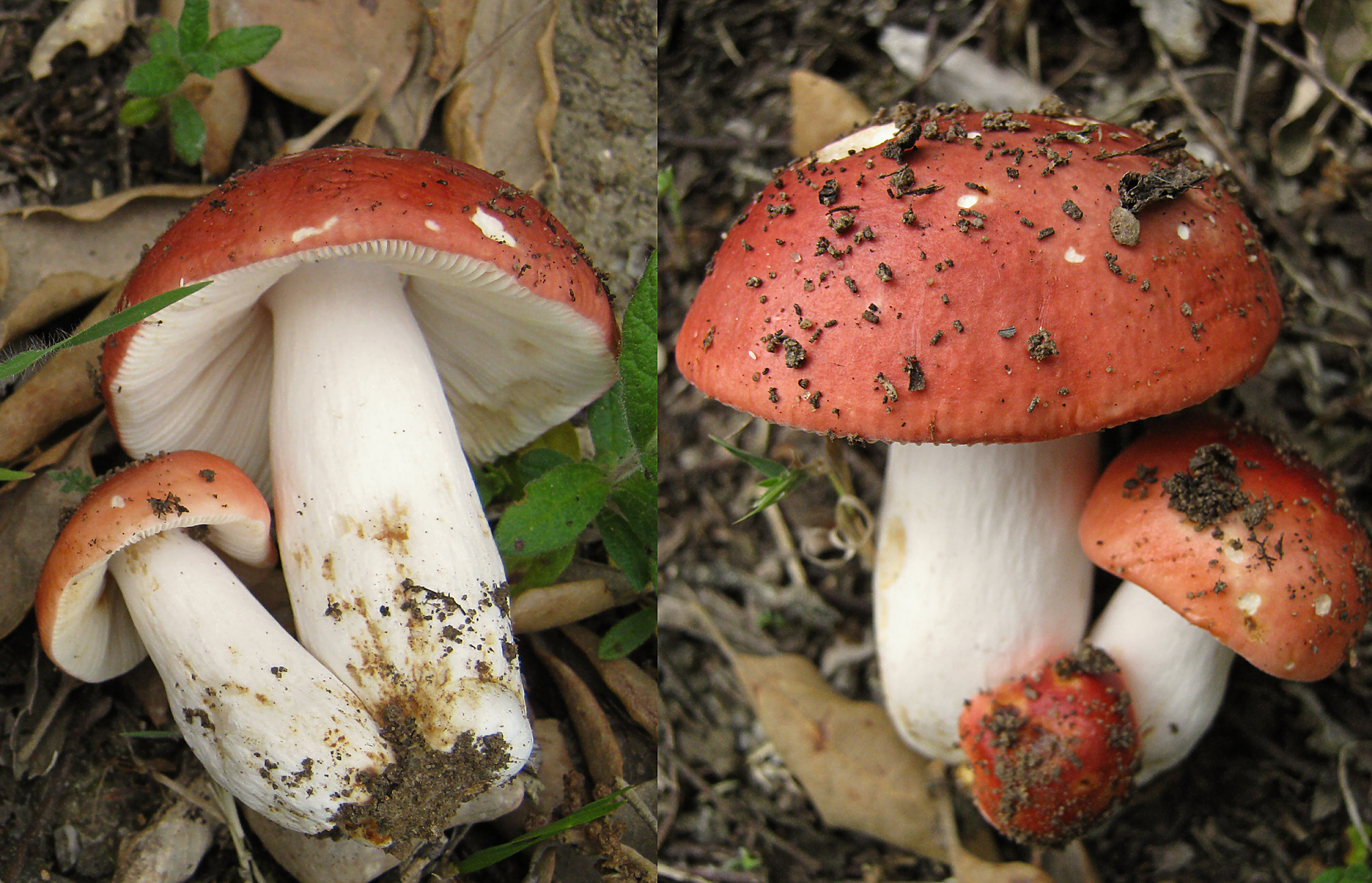
Russula rosea sin. lepida
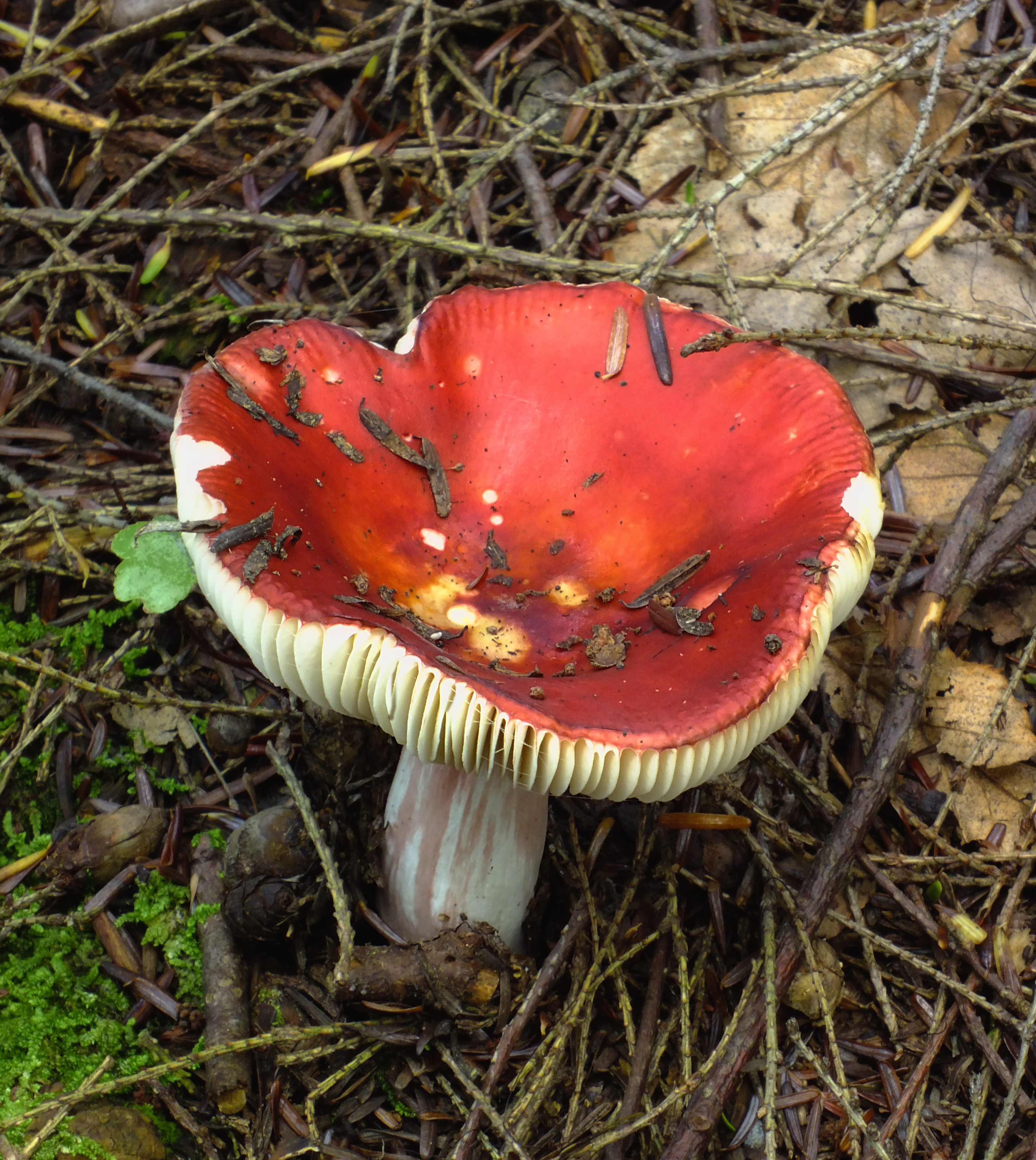
!!R. silvicola!!
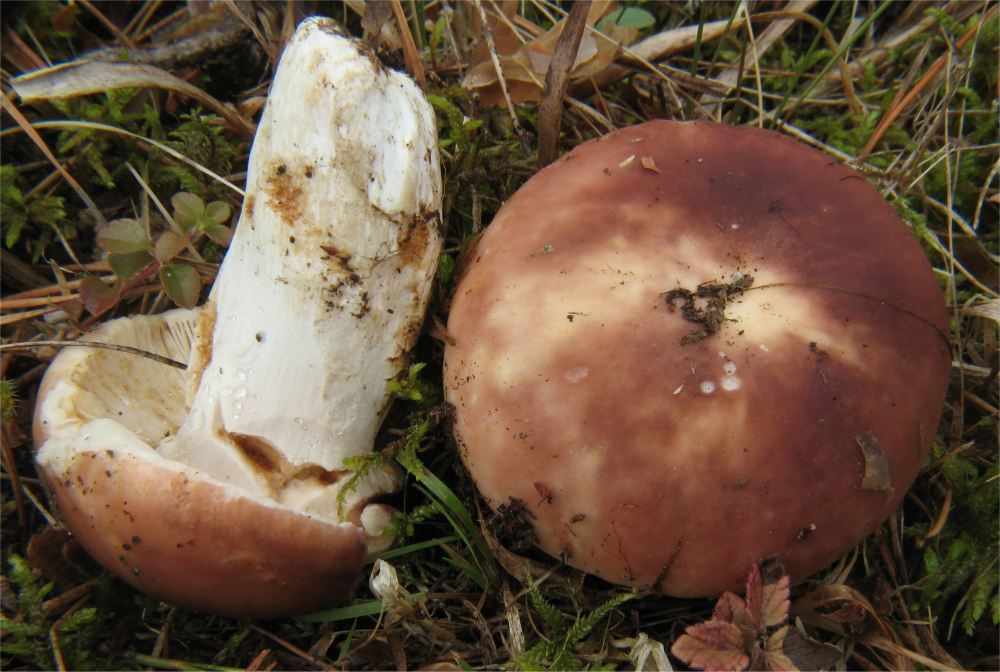
Russula vesca
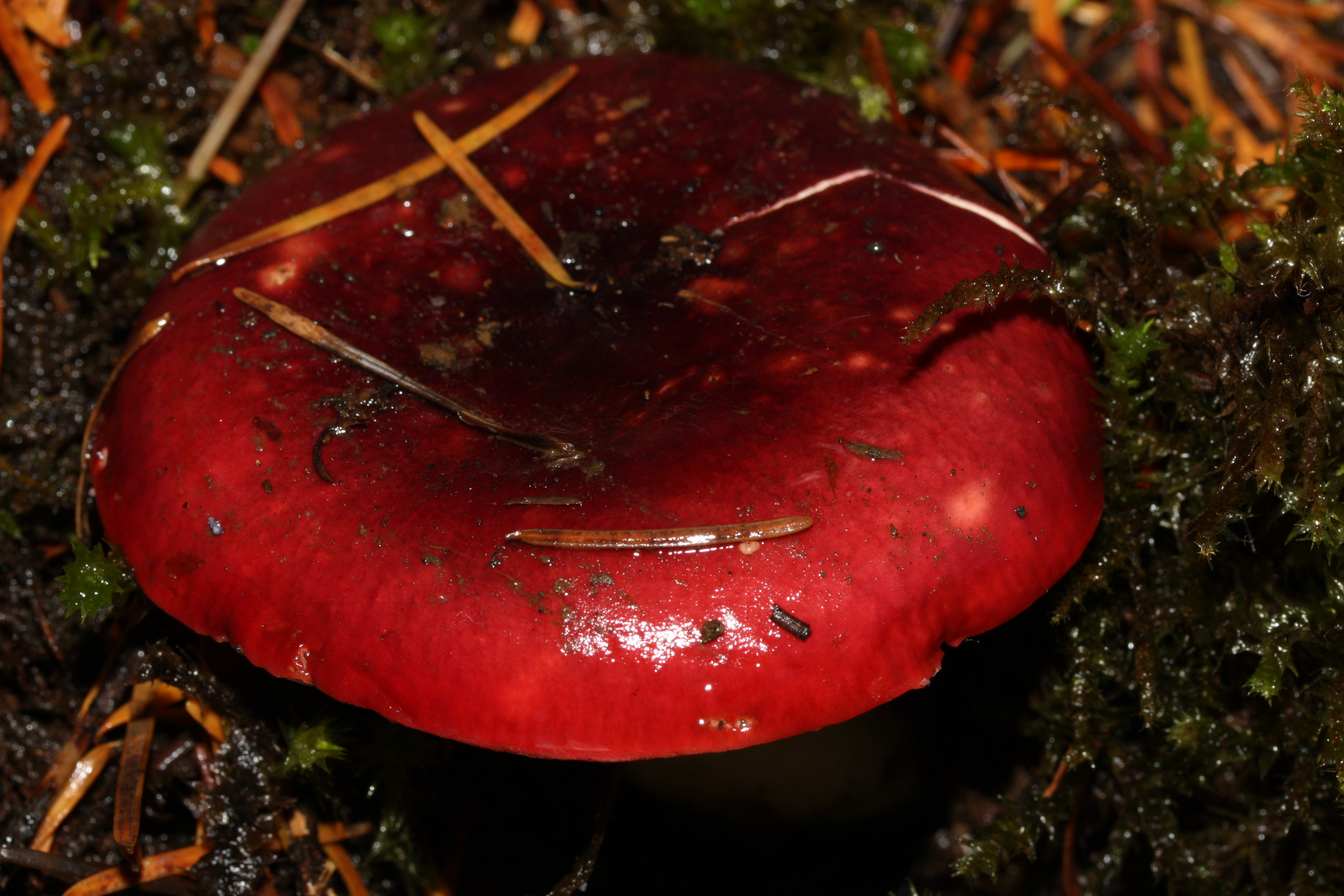
Russula xerampelina

## Toxicitate
Toxicologia acestei ciuperci este de departe nu astfel de otrăvitoare ca cea a Russula emetica. Nu se poate descrie exact, fiind cuprinsă sub termenul „intoxicații gastrointestinale”. Nu este posibil de a detoxifica ciuperca prin fierbere, uscare sau sărare cum se poate citi câteodată. Foarte periculos este consumul crud pentru a dovedi de exemplu cuiva suportarea iuțimii. După ingerare, simptomele se arată foarte repede, deja un sfert de oră după consum, prin stări de greață și vărsături, probleme acute la nivel gastrointestinal cu crampe și diaree. Pentru a atenua tulburările se recomandă băutul de lapte rece și comprese calde la nivelul abdomenului. La o probă, se ivesc adesea oară dificultăți respiratorii care sunt periculoase pentru bolnavi de plămâni din cauza iuțimii.